# Abdullah Otayf
Abdullah Otayf  (Riade, 3 de agosto de 1992), é um futebolista saudita que atua como meio-campo. Atualmente joga pelo Al-Ahli.

## Carreira
Foi convocado para defender a Seleção Saudita de Futebol na Copa do Mundo de 2018.

## Títulos
Al-Hilal
- Campeonato Saudita: 2016–17, 2017–18, 2019–20, 2020–21, 2021–22
- Copa do Rei: 2015, 2017, 2019–20, 2022–23
- Copa da Coroa do Príncipe: 2015–16
- Supercopa Saudita: 2015, 2018, 2021
- Liga dos Campeões da AFC: 2019, 2021